# Krzywólka (Suwałki)
Krzywólka – część miasta Suwałki i jednostka pomocnicza gminy miejskiej (sołectwo). Stanowi przyłączoną w całości do Suwałk w 1981 r. dotychczasową wieś Krzywólka.
Krzywólka leży w sąsiedztwie osiedla Północ II i szpitala. Zabudowa ogranicza się do budownictwa jednorodzinnego, skoncentrowanego w ciągu jedynej ulicy osiedla (tradycyjna struktura zabudowy typu ulicówka). Prawie wszystkie domy są połączone z gospodarstwem rolnym. 

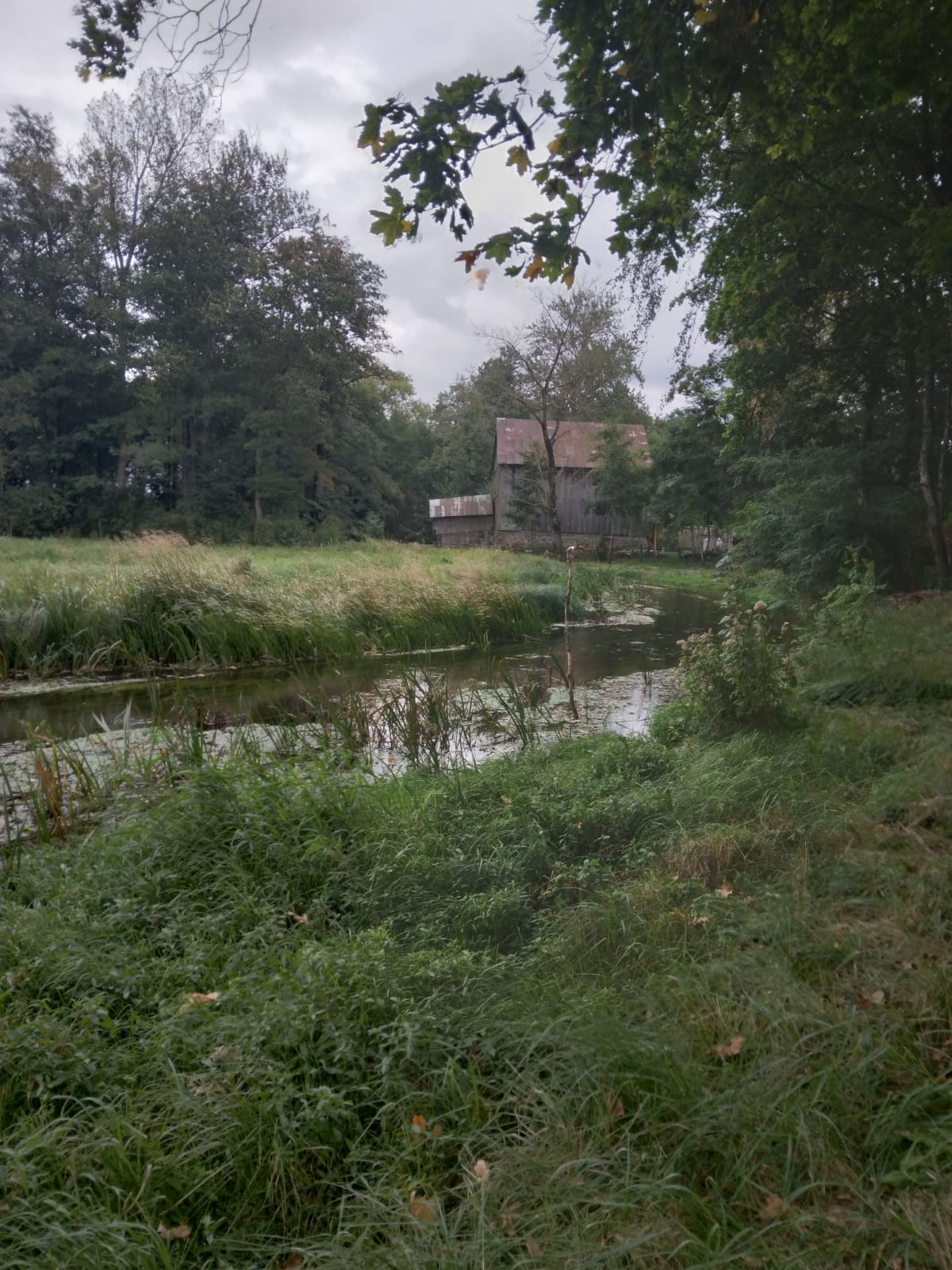
Młyn nad Czarną Hańczą w Krzywólce w 2024 r.

Znajduje się tu również Sala Królestwa Świadków Jehowy. W Krzywólce znajduje się dawny młyn wodny.